# Astrantia colchica
Astrantia colchica är en växtart i släktet stjärnflockor och familjen flockblommiga växter. Den beskrevs av Nicholas Michailovitj Albov 1895.
Arten är perenn och förekommer i Kaukasus.